# Suzzanna
Suzanna Martha Frederika van Osch (använde mononymt Suzzanna som artistnamn), född 14 oktober 1942 i Bogor i Västra Java, död 15 oktober 2008 i Magelang i Mellersta Java, var en indonesisk skådespelerska. Hon kallades "Indonesiens skräckdrottning". 
Suzzanna hade indonesiskt och europeiskt (tyskt och nederländskt) ursprung.[källa behövs] Hon filmdebuterade som tonåring i filmen Asrama Dara (1958; Girl's Dormitory), för vilken hon utsågs till bästa barnskådespelare vid Asiatiska filmfestivalen två år senare. Som vuxen blev hon en av Indonesiens största filmstjärnor, främst inom skräckfilmsgenren under 1970- och 1980-talen. Hon slutade göra film från och med 1991 men gjorde comeback, först i såpoperan Selma and Ular Siluman år 2003 och sedan 2008 i långfilmen Hantu Ambulance. Totalt medverkade hon i 42 filmer, och hennes mest kända roll var som Nyi Roro Kidul, Söderhavets drottning. Hon avled senare samma år av komplikationer av diabetes. Hon var gift två gånger, först med Dicky Suprapto och sedan med Clift Sangra.[källa behövs]

## Filmografi (urval)
- Hantu Ambulance (2008)
- Ratu buaya putih (1988)
- Samson dan Delilah (1987)
- Nyi Blorong (1982)
- Sangkuriang (1982)
- Sundelbolong (1982)
- Ratu Ilmu Hitam  (1979)
- Beranak dalam Kubur (1972)
- Penanggalan (1967)
- Asrama Dara (1958)